# کیم کون هی
این یک نام کره‌ای است؛ نام خانوادگی کیم است.
کیم کون هی (کره‌ای: 김건희؛ زادهٔ ۲ سپتامبر ۱۹۷۲) تاجر اهل کره جنوبی است. وی بانوی اول کره جنوبی از ۱۰ مه ۲۰۲۲ تا ۱۴ دسامبر ۲۰۲۴ بود. او همچنین مدیر عامل اجرایی و رئیس شرکت نمایشگاه هنری به نام کوانا کانتنتس است.

## اوایل زندگی
کیم زادهٔ ۲ سپتامبر ۱۹۷۲ در یانگ‌پیونگ، کره جنوبی است. او در دبیرستان دخترانهٔ میونگ‌گیل تحصیل کرد پیش از اینکه از دانشگاه کیونگ‌گی با یک مدرک هنری فارغ‌التحصیل شود.

## حرفه
در سال ۲۰۰۹، کیم کون هی شرکت کوانا کانتنتس، که به عنوان یک شرکتی که در نمایشگاه‌های هنری تخصص دارد، را تأسیس کرد و از آن زمان به عنوان مدیر عامل اجرایی و رئیس آن فعالیت می‌کند. در سال ۲۰۱۹، رسانه‌ها گزارش کردند که او مالیات پرداخت نکرده‌است. کیم به خاطر اتهام گرفتن رشوه برای میزبانی نمایشگاه‌های هنری مورد بازجویی قرار گرفته‌است.

## زندگی شخصی
کیم در سال ۲۰۱۲ با یون سوک یول ازدواج کرد. پس از انتخاب همسرش به عنوان رئیس‌جمهور در ۱۰ مارس ۲۰۲۲، کیم بیان کرد که اصطلاح همسر رئیس‌جمهور را به بانوی اول ترجیح می‌دهد.